# پنجاه و هفتمین دوره جوایز اسکار
پنجاه و هفتمین دوره مراسم اعطای جوایز اسکار (انگلیسی: 57th Academy Awards) در روز دوشنبه ۲۵ مارس ۱۹۸۵ در  دوروتی چندلر پاویون، لس آنجلس برگزار شد. در این مراسم بهترین فیلم‌های سال ۱۹۸۴ جهان به انتخاب آکادمی علوم و هنرهای تصاویر متحرک جایزه گرفتند.
جک لمون مجری این مراسم بود

## برندگان

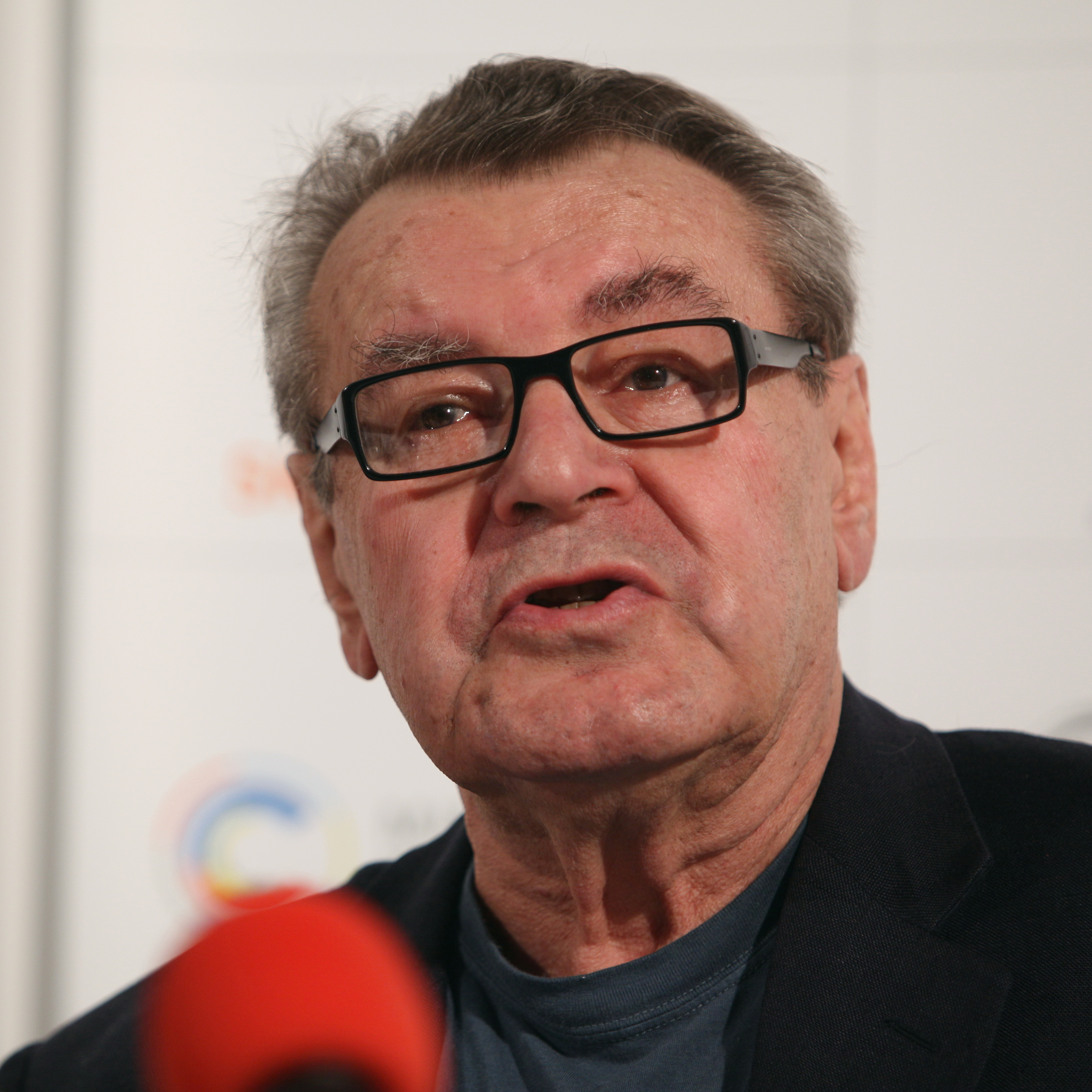
میلوش فورمن، Best Director winner

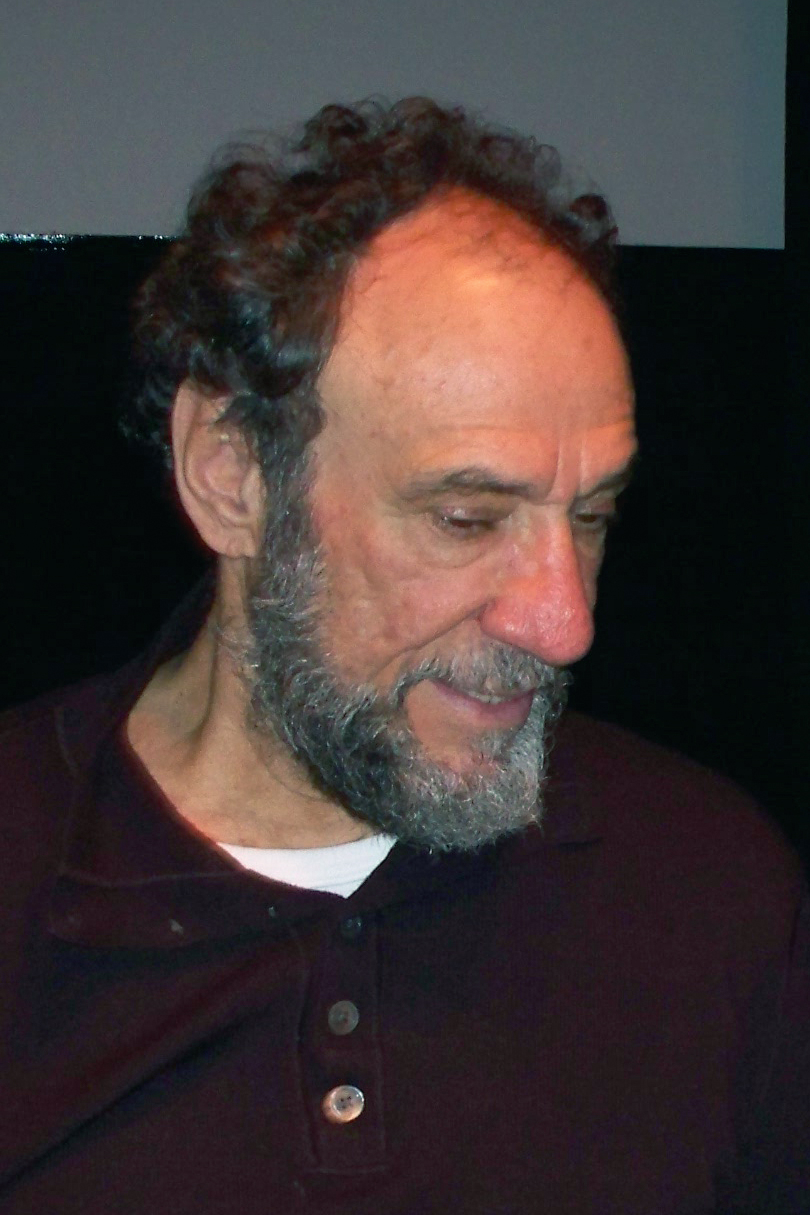
فهرید موری آبراهام، Best Actor winner

سالی فیلد، Best Actress winner

هاینگ اس. انگور، Best Supporting Actor winner

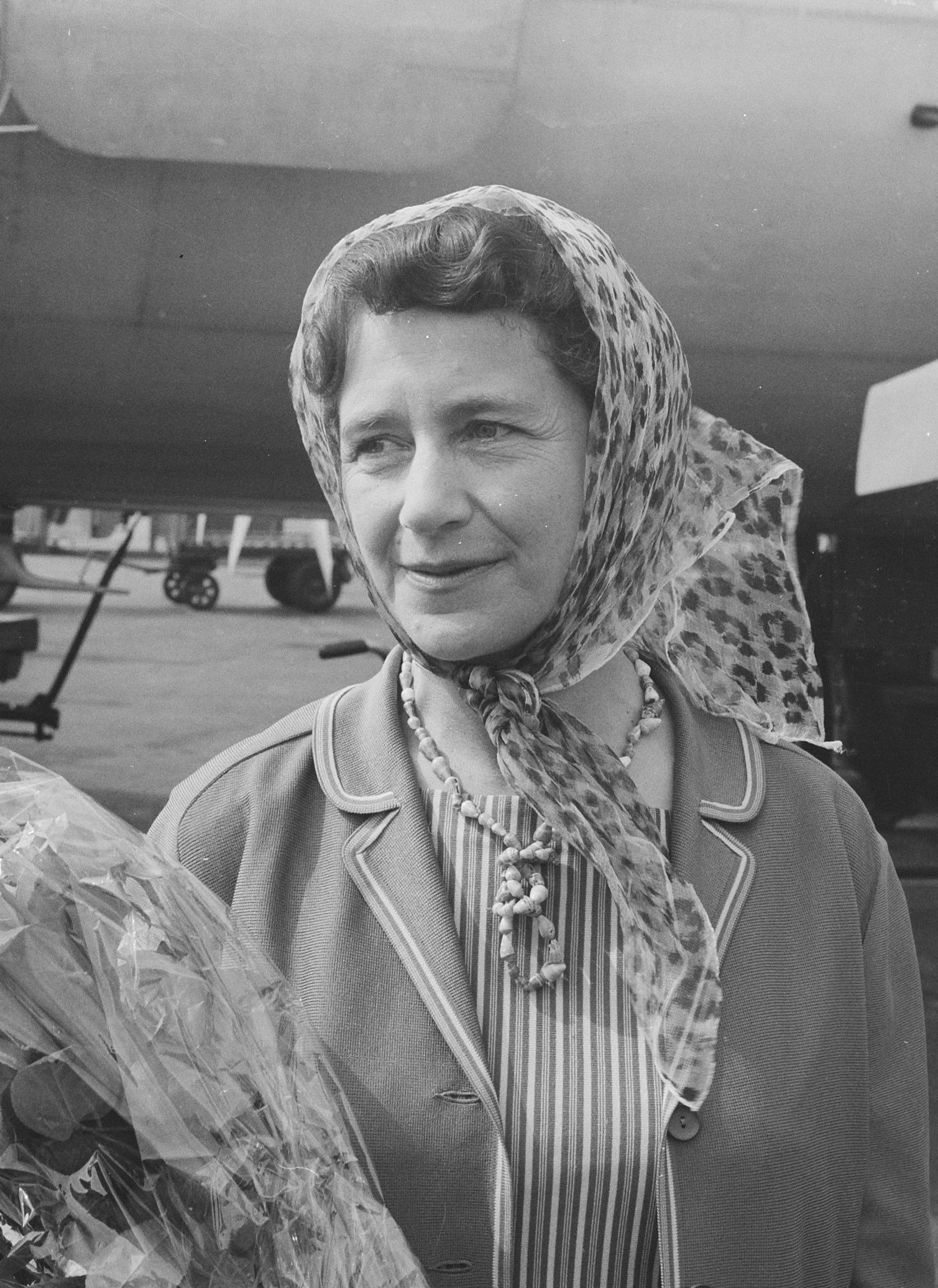
پگی اشکرافت، Best Supporting Actress winner

برندگان نخست و در حروف برجسته پررنگ فهرست شده‌اند.
| جایزه اسکار بهترین فیلم | جایزه اسکار بهترین کارگردانی |
| --- | --- |
| - آمادئوس – سائول زانتز - میدان‌های کشتار – David Puttnam و Iain Smith - گذرگاهی به هند – John Brabourne and Richard B. Goodwin - مکان‌هایی در قلب – Arlene Donovan - داستان یک سرباز – نورمن جویسون | - میلوش فورمن – آمادئوس - وودی آلن – برادوی دنی رز - رابرت بنتون – مکان‌هایی در قلب - رولند جافه – میدان‌های کشتار - دیوید لین – گذرگاهی به هند |
| جایزه اسکار بهترین بازیگر نقش اول مرد | جایزه اسکار بهترین بازیگر نقش اول زن |
| - فهرید موری آبراهام – آمادئوس - جف بریجز – استارمن - آلبرت فینی – زیر آتشفشان - تام هولس – آمادئوس - سام واترستون – میدان‌های کشتار | - سالی فیلد – مکان‌هایی در قلب - جودی دیویس – گذرگاهی به هند - جسیکا لنگ – روستا - ونسا ردگریو – بوستونی‌ها - سیسی اسپیسک – رودخانه |
| جایزه اسکار بهترین بازیگر نقش مکمل مرد | جایزه اسکار بهترین بازیگر نقش مکمل زن |
| - هاینگ اس. انگور – میدان‌های کشتار - آدولف سزار – داستان یک سرباز - جان مالکوویچ – مکان‌هایی در قلب - پت موریتا – بچه کاراته‌کا - رالف ریچاردسون – گری‌ستوک: افسانه تارزان، ارباب گوریل‌ها | - پگی اشکرافت – گذرگاهی به هند - گلن کلوز – طبیعت - لیندسی کروس – مکان‌هایی در قلب - کریستین لاتی – Swing Shift - جرالدین پیج – پاپ روستای گرینویچ |
| جایزه اسکار بهترین فیلم‌نامه غیراقتباسی | جایزه اسکار بهترین فیلم‌نامه اقتباسی |
| - مکان‌هایی در قلب – رابرت بنتون - پلیس بورلی هیلز – Danilo Bach و Daniel Petrie, Jr. - برادوی دنی رز – وودی آلن - The North – گرگوری ناوا و آنا توماس - شلپ شلوپ (فیلم) – برایان گریزر، Lowell Ganz, Babaloo Mandel و Bruce Jay Friedman | - آمادئوس – پیتر شافر - گری‌ستوک: افسانه تارزان، ارباب گوریل‌ها – رابرت تاون and Michael Austin - میدان‌های کشتار – بروس رابینسون - گذرگاهی به هند – دیوید لین - داستان یک سرباز – Charles Fuller |
| جایزه اسکار بهترین فیلم خارجی‌زبان | |
| - حرکات خطرناک (سوئیس) - Beyond the Walls (اسرائیل) - Camila (آرژانتین) - Double Feature (اسپانیا) - Wartime Romance (اتحاد جماهیر سوسیالیستی شوروی) | |
| Best Documentary Feature | Best Documentary Short |
| - زمانه هاروی میلک – Robert Epstein and Richard Schmiechen - High Schools – Charles Guggenheim and Nancy Sloss - In the Name of the People – Alex W. Drehsler and Frank Christopher - Marlene – Karel Dirka and Zev Braun - Streetwise – Cheryl McCall | - The Stone Carvers – Marjorie Hunt and Paul Wagner - The Children of Soong Ching Ling – Gary Bush and Paul T.K. Lin - Code Gray: Ethical Dilemmas in Nursing – Ben Achtenberg and Joan Sawyer - The Garden of Eden – Lawrence R. Hott and Roger M. Sherman - Recollections of Pavlovsk – Irina Kalinina                                                                                           |
| جایزه اسکار بهترین فیلم کوتاه | جایزه اسکار بهترین پویانمایی کوتاه |
| - Up – Mike Hoover - The Painted Door – Michael MacMillan and Janice L. Platt - Tales of Meeting and Parting – Sharon Oreck و لزلی لینکا گلتر | - پانتومیم – Jon Minnis - Doctor De Soto – Morton Schindel و Michael Sporn - Paradise – Ishu Patel |
| جایزه اسکار بهترین موسیقی فیلم | جایزه اسکار بهترین موسیقی فیلم |
| - گذرگاهی به هند – موریس ژار - ایندیانا جونز و معبد مرگ – جان ویلیامز - طبیعت – رندی نیومن - رودخانه – جان ویلیامز - زیر آتشفشان – الکس نورث | - باران ارغوانی – پرینس - The Muppets Take Manhattan – Jeff Moss - ترانه‌سرا – کریس کریستوفرسون |
| جایزه اسکار بهترین ترانه | Best Sound Mixing |
| - "I Just Called to Say I Love You" from زن سرخ‌پوش – Music and Lyric by استیوی واندر - "Against All Odds (Take a Look at Me Now)" from Against All Odds – Music and Lyric by فیل کالینز - "Footloose" from Footloose – Music and Lyric by Kenny Loggins و دین پیچفورد - "Let's Hear It for the Boy" from Footloose – Music and Lyric by دین پیچفورد و Tom Snow - "Ghostbusters" from شکارچیان روح – Music and Lyric by ری پارکر جونیور           | - آمادئوس – Mark Berger, Thomas Scott, Todd Boekelheide و کریس نیومن - تل‌ماسه – Bill Varney, Steve Maslow, Kevin O'Connell و Nelson Stoll - ۲۰۱۰ – Michael J. Kohut, Aaron Rochin, Carlos Delarios و Gene Cantamessa - گذرگاهی به هند – Graham V. Hartstone, Nicolas Le Messurier, Michael A. Carter و John W. Mitchell - رودخانه –Nick Alphin, Robert Thirlwell, Richard Portman و David M. Ronne |
| جایزه اسکار بهترین طراحی صحنه | جایزه اسکار بهترین فیلمبرداری |
| - آمادئوس – Art Direction: Patrizia von Brandenstein; Set Decoration: Karel Černý - ۲۰۱۰ – Art Direction: Albert Brenner; Set Decoration: Rick Simpson - انجمن پنبه – Art Direction: Richard Sylbert; Set Decoration: George Gaines and Les Bloom - طبیعت – Art Direction: Angelo Graham, Mel Bourne and Speed Hopkins; Set Decoration: Bruce Weintraub - گذرگاهی به هند – Art Direction: John Box; Set Decoration: Leslie Tomkins و Hugh Scaife | - میدان‌های کشتار – کریس منجس - آمادئوس – میروسلاو اوندژیچک - طبیعت – کلب دشانل - گذرگاهی به هند – Ernest Day - رودخانه – ویلموش ژیگموند |
| Best Makeup | جایزه اسکار بهترین طراحی لباس |
| - آمادئوس – دیک اسمیت (چهره‌پرداز) و Paul LeBlanc - گری‌ستوک: افسانه تارزان، ارباب گوریل‌ها – ریک بیکر (چهره‌پرداز) و Paul Engelen - ۲۰۱۰ – Michael Westmore | - آمادئوس – تئودور پیشتک - ۲۰۱۰ – Patricia Norris - بوستونی‌ها – جنی بیون و John Bright - گذرگاهی به هند – Judy Moorcroft - مکان‌هایی در قلب – آن روث |
| جایزه اسکار بهترین تدوین | جایزه اسکار بهترین جلوه‌های تصویری |
| - میدان‌های کشتار – جیم کلارک - آمادئوس – Nena Danevic and Michael Chandler - انجمن پنبه – بری مالکین و Robert Q. Lovett - گذرگاهی به هند – دیوید لین - عشق‌بازی با سنگ – دان کمبرن و فرانک موریس | - ایندیانا جونز و معبد مرگ – Dennis Muren, Michael J. McAlister, Lorne Peterson و George Gibbs - ۲۰۱۰ – Richard Edlund, Neil Krepela, George Jenson and Mark Stetson - شکارچیان روح – Richard Edlund, John Bruno, Mark Vargo و Chuck Gasper |

### جایزه اسکار افتخاری
- جیمز استوارت "for his fifty years of memorable performances. For his high ideals both on and off the screen. With the respect and affection of his colleagues."
- پشتوانه ملی هنرهای آمریکا "in recognition of its 20th anniversary and its dedicated commitment to fostering artistic and creative activity and excellence in every area of the arts."

### جایزه بشردوستانه ژان هرشولت
- دیوید ال. ولپر

## فیلم‌های با بیش از یک جایزه یا نامزدی
| These films had multiple نامزدی: - ۱۱ نامزدی: Amadeus, A Passage to India - ۷ نامزدی: The Killing Fields, Places in the Heart - ۵ نامزدی: 2010, The River - ۴ نامزدی: The Natural - ۳ نامزدی: Greystoke: The Legend of Tarzan, Lord of the Apes, A Soldier's Story - ۲ نامزدی: The Bostonians, Broadway Danny Rose, The Cotton Club, Footloose, Ghostbusters, Indiana Jones and the Temple of Doom, Under the Volcano | فیلم های زیر چندین جایزه دریافت کردند: - 8 wins: Amadeus - ۳ برنده: The Killing Fields - ۲ برنده: A Passage to India, Places in the Heart |